# Sergestes nudus
Sergestes nudus är en kräftdjursart som beskrevs av Illig 1914. Sergestes nudus ingår i släktet Sergestes och familjen Sergestidae. Inga underarter finns listade i Catalogue of Life.